# Șevcenkivske, Sînelnîkove
Șevcenkivske (în ucraineană Шевченківське) este localitatea de reședință a comunei Șevcenkivske din raionul Sînelnîkove, regiunea Dnipropetrovsk, Ucraina.

## Demografie
Componența lingvistică a localității Șevcenkivske
     Ucraineană (92,95%)
     Rusă (7,05%)
Conform recensământului din 2001, majoritatea populației localității Șevcenkivske era vorbitoare de ucraineană (92,95%), existând în minoritate și vorbitori de rusă (7,05%).